# Politique anti-trust
La politique anti-trust est une politique économique qui vise à lutter contre les ententes, les cartels ou les concentrations excessives de pouvoir de marché entre les mains d'un petit groupe d'entreprises.

## Concept
Une politique anti-trust est une politique régulatrice qui vise, pour un pouvoir public, à s'assurer du fonctionnement optimal d'un marché. La politique anti-trust a un volet préventif, qui consiste en l'édiction de règles qui ont vocation à empêcher que se forment des entités monopolistiques ; le volet corrective est celui qui permet de casser un monopole.
Les monopoles confèrent aux entreprises monopolistiques une puissance prépondérante sur le marché, de telle manière qu'elles peuvent fixer elles-mêmes le niveau des prix (elles sont price maker). Cela est toutefois au détriment des consommateurs, qui voient leur surplus de consommateur être réduit au profit d'un surplus de producteur. Il est dès lors possible pour les États de mettre en place des lois ou des mécanismes réglementaires qui limitent le pouvoir des monopoles. 
Une politique anti-trust peut dissoudre un monopole en plusieurs entités indépendantes, ou réguler la quantité ou les prix de ce que le monopole produit. 

## Historique
Les politiques anti-trust naissent aux États-Unis, à la fin du XIXe siècle. Elles ont alors vocation à assurer le bon fonctionnement du marché pétrolier, qui est détenu par John Davison Rockefeller.